# Anoplodactylus versluysi
Anoplodactylus versluysi är en havsspindelart som beskrevs av Loman, J.C.C. 1908. Anoplodactylus versluysi ingår i släktet Anoplodactylus och familjen Phoxichilidiidae. Inga underarter finns listade i Catalogue of Life.